# 香里ヶ丘有恵会病院
香里ヶ丘有恵会病院（こうりがおかゆうけいかいびょういん）は、医療法人社団有恵会が大阪府枚方市香里ヶ丘に設置する病院。
救急告示病院に指定されている。

## 沿革
- 1959年10月 有澤病院[注釈 1]から続く、有沢第二病院として枚方市宮之下町7番10に開院[2]
- 1963年1月 医療法人（社団）有恵会設立[2]
- 1982年4月 香里ヶ丘有恵会病院に名称変更[2]
- 2018年5月 香里ヶ丘5丁目8番1に新築移転[3]

## 診療科
- 呼吸器内科[4]
- 肛門外科[4]
- 消化器内科[4]
- 内科[4]
- 外科[4]
- 小児科[4]
- 皮膚科[4]
- 眼科[4]
- リハビリテーション科[4]
- 歯科[4]
- 腎臓内科（人工透析）[4]
- 神経内科[4]
- 整形外科[4]
- 消化器外科[4]

## 医療機関の認定
- 保険医療機関[4]
- 労災保険指定病院[4]
- 結核指定病院[4]
- 生活保護法指定病院（中国残留邦人等の円滑な帰国の促進並びに永住帰国した中国残留邦人等及び特定配偶者の自立の支援に関する法律（平成六年法律第三十号）に基づく指定医療機関を含む。）[4]
- 指定自立支援病院（更生医療）[4]
- 指定自立支援病院（育成医療）[4]
- 原子爆弾被害者一般疾病医療取扱病院[4]

## 交通アクセス
- 京阪本線「枚方公園駅」から[5]
  - 京阪バス「枚方市駅南口行」乗車「香里ケ丘5丁目」停留所より徒歩1分
- 京阪本線・交野線「枚方市駅」から[5]
  - 京阪バス「枚方公園行」乗車「香里ケ丘5丁目」停留所より徒歩1分

## 周辺
- 以楽公園
- 枚方市立五常小学校
- 枚方市立第四中学校